# Djem (Banyo)
Pour les articles homonymes, voir Djem.
Djem est un village de la commune de Banyo situé dans la région de l'Adamaoua et le département du Mayo-Banyo au Cameroun.

## Population
En 1967, Djem comptait 213 habitants, principalement Foulbe.
Lors du recensement de 2005, 1 483 personnes y ont été dénombrées.